# The Sims 4: City Living
The Sims 4: City Living treći je paket proširenja za The Sims 4. Objavljen je u Sjevernoj Americi 1. studenog 2016. Uključuje tri nove karijere: Političar, Društveni mediji i Kritičar. Igra također predstavlja novi svijet nazvan San Myshuno, gdje se nalaze nova mjesta (penthausi, umjetnički centar, središnji park, karaoke bar i apartmani). Korištenisu elementi iz The Sims 2: Life of Apartment i The Sims 3: Late Night. 

## Razvoj
- Nove opcije i interakcije igara: Puhala s mjehurićima, festivali, štandovi s hranom, karaoke stroj, tipkovnica, WC za razgovor, košarkaško igralište, podij, freske, igraća konzola, ulična galerija, pubertet
- Festivali: Buvlja pijaca, Festival začina, Romantični festival, Humor i Hijinks festival i Geekcon
- Nove vještine: pjevanje
- Novi kvartovi: Tržnica začina, Umjetnička četvrt, Modna četvrt i Gornji grad
- Posebna ponuda: Livade Myshuno
- Nove kolekcionarstvo: plakat, snježni globusi i kuhinje
- Nove karijere: političari, kritičari i društveni mediji
- Apartmani[2]

## Igra
The Sims 4: City Living predstavio je novi grad, San Myshuno. Ovo je prvi paket u The Sims 4 koji uključuje apartmane. Grad ima redovite festivale i aktivnosti kojima sims mogu prisustvovati. San Myshuno ima četiri različita okruga: Tržnica začina, Umjetnička četvrt, Modna četvrt i Uptown. Sve četiri imaju jedinstvene stilove apartmana i aktivnosti koje se događaju na tom području. 